# 殺意の団欒
『殺意の団欒』（さついのだんらん、原題：Assault and Matrimony）は、ジェームズ・アンダースンが1980年に発表したミステリ小説。

## 日本語訳
北村太郎による翻訳版が、1989年6月に文春文庫より発刊されている。

## あらすじ
シルヴィアが夫を殺そうと決心したのは、ある水曜日のことだった。ところで彼女は知らなかったが、夫のエドガーは火曜日、すでに妻を殺す決意を固めていたのだった。イギリスの田舎町からさらに林に分け入ったところに建つ樅の木荘。その売却問題から夫と妻の永遠のテーマが燃えあがった。

## テレビドラマ
日本テレビ系列で1990年10月23日に『火曜サスペンス劇場』において単発2時間ドラマとして映像化された。VTR作品。
舞台をイギリスから日本に移しており、また夫妻の行動がビデオカメラで監視される等の変更が見られるが、ストーリーとしては、ほぼ原作に忠実に製作されている。

### ドラマ版あらすじ
箱根の広大な屋敷に暮らしている熟年夫婦・小百合（倍賞美津子）と雄一郎（蟹江敬三）は、互いに高額な保険金をかけて殺害するチャンスを狙っていた。しかしながら、互いに殺意を悟られないよう過ごしていた。ある日、小百合の従弟・卓也が10年ぶりにアメリカから帰国してきた。卓也は小百合たちの土地にドライブインレストランを建設したいので8億円で土地を譲って欲しいと持ちかけてくる。それが不可能であれば自分の土地を売却すると言い出す。目の前の絶景に他人が引っ越してくることを嫌う小百合は2億円で卓也の土地を買おうと雄一郎に相談するが、東京に引っ越すことを条件に都議会議員が約束された雄一郎は反対する。小百合の殺意は増す一方である。その雄一郎も土地の名義人が小百合である以上、東京への引越しは見込めない。雄一郎もまた小百合への殺意が増幅する。そして互いの殺人計画は幕が上がる…。

### 出演者
- 倍賞美津子:木島小百合
- 西岡徳馬:斉藤卓也
- 戸川純:安達裕美子
- ベンガル
- 草野大悟:鈴村
- 天本英世
- 竹中直人:加納
- 蟹江敬三:木島雄一郎

### スタッフ
- 原作：ジェームス・アンダーソン『殺意の団欒』（文春文庫）
- 脚本：高田純
- 音楽：大谷和夫
- 監督：神代辰巳
- 制作：メリエス